# Nobu Matsuhisa
Nobuyuki "Nobu" Matsuhisa (松久 信幸, Matsuhisa Nobuyuki, né le 10 mars 1949) est un grand chef cuisinier et restaurateur connu pour sa cuisine fusion mêlant les plats de la cuisine traditionnelle japonaise et les ingrédients de l'Amérique du Sud. Son plat le plus convoité est la morue marinée dans une sauce "yuzu den miso" et rôtie au four.

## Biographie
Nobuyuki Matsuhisa dit Nobu est né à Saitama au Japon. Alors âgé de 6 ans, son père meurt dans un accident de la circulation, et son frère et lui sont élevés par leur mère. Après sa sortie du collège, il travaille au restaurant Matsue Sushi à Shinjuku (Tokyo) pendant sept ans et est invité par un entrepreneur et client habituel aux origines japonaises à ouvrir un restaurant japonais au Pérou. En 1973, à l'âge de 24 ans, il déménage au Pérou à Lima et ouvre un restaurant du nom de Matsuei, en partenariat avec son sponsor. Ne pouvant trouver de nombreux ingrédients usuels au Japon, il doit improviser et développe alors son style unique de cuisine qui incorpore des ingrédients sud-américains dans des plats japonais.
Après trois années, son sponsor et lui se séparent en raison de divergences sur la direction à donner au restaurant. Nobu déménage à Buenos Aires. Plus tard, il se rend en Alaska et ouvre son propre restaurant, qui fait faillite presque immédiatement en raison d'un incendie ravageur.
En 1977, il se rend à Los Angeles et travaille dans les restaurants japonais "Mitsuwa" et "Oshou". En 1987, il ouvre son propre restaurant "Matsuhisa" sur La Cienega Boulevard à Beverly Hills. Le restaurant devient rapidement un lieu à la mode et est fréquenté par des stars de Hollywood, parmi lesquelles Robert De Niro, qui convainc Nobu à ouvrir un restaurant à TriBeCa. En août 1993, les deux comparses ouvrent en partenariat NOBU. Le succès est au rendez-vous. D'autres restaurants Nobu sont plus tard inaugurés à Milan, à Londres, en Grèce, à Dallas, à Tokyo, à Honolulu, à Moscou, à Dubaï, à Budapest et à Monte-Carlo.
L'amitié de De Niro pour Nobu lui vaut un rôle dans le film de Martin Scorsese Casino en 1995, dans lequel il joue le rôle d'un entrepreneur fortuné client du casino de De Niro. Il tient aussi de petits rôles dans Austin Powers dans Goldmember, et dans Mémoires d'une Geisha, avec le rôle d'un artiste en kimono.

## Restaurants
Les restaurants Matsuhisa (à Beverly Hills, à Aspen, à Paris au sein du Royal Monceau, à Athènes et Mykonos) sont la propriété de la famille Matsuhisa, tandis que les restaurants Nobu sont détenus en commun par Nobu et De Niro, Meir Teper et Richie Notar. Nobu Matsuhisa possède aussi Nobu Hospitality avec Robert De Niro et Meir Teper. De plus, Nobu Matsuhisa est également chef exécutif à Nobu Las Vegas, pour lequel il détient une étoile au Guide Michelin. 
Aux États-Unis :
- Matsuhisa Aspen
- Matsuhisa Beverly Hills

- Nobu Dallas
- Nobu Las Vegas
- Nobu Los Angeles
- Nobu Malibu
- Nobu Miami Beach
- Nobu New York
- Nobu Next Door (New York)
- Nobu Fifty Seven (New York)
- Nobu San Diego
- Nobu Honolulu

À l'international :
- Matsuhisa Athènes
- Matsuhisa Mykonos
- Limassol
- Matsuhisa Paris

- Nobu Atlantis, Paradise Island Bahamas
- Nobu Atlantis Dubaï
- Nobu Intercontinental Hong Kong
- Nobu Londres
- Nobu Berkeley Street Londres
- Ubon by Nobu Londres
- Nobu Shoreditch[4]
- Nobu Melbourne
- Nobu Mexico
- Nobu Milan
- Nobu Moscou
- Nobu Tokyo
- Nobu Le Cap
- Nobu Badrutt's Palace Hotel Saint-Moritz
- Nobu Budapest
- Nobu Pékin
- Nobu Doha
- Nobu Fairmont Monte-Carlo
- Matsuhisa Paris
- Matsuhisa Munich
- Matsuhisa Airelles Saint-Tropez
- Nobu Marrakech

## Communication
Le chef Nobu Matsuhisa est notamment égérie des marques Hublot et Rimowa,.

## Documentaire
- Nobu de Matt Tyrnauer (en) (2024)[7]

## Livres
- (en) Nobu West, Londres, Alhambra Editions, 2007, 256 p. (ISBN 978-0-7407-6547-6, LCCN 2006047827, lire en ligne)
- (en) Nobu : The Cookbook, Tōkyō, Kodansha, 2001, 1re éd., 200 p. (ISBN 978-4-7700-2533-3, OCLC 48104478, LCCN 2002510954)
- (en) Nobu Now, New York, Clarkson Potter, 2005, 1re éd., 256 p. (ISBN 978-0-307-23673-9, LCCN 2005296338)
- (en) Nobu Miami : The Party Cookbook, Tōkyō, Kodansha International, 2008, 1re éd., 199 p. (ISBN 978-4-7700-3080-1, OCLC 221155501, LCCN 2008022586)